# NGC 7634
NGC 7634 في الفهرس العام الجديد، هي مجرة، تقع في كوكبة الفرس الأعظم. اكتشفت في 26 سبتمبر 1785 بواسطة ويليام هيرشل.

## روابط خارجية
- NGC 7634 على موقع ويكي سكاي: DSS2, SDSS, GALEX, IRAS, Hydrogen α, X-Ray, Astrophoto, Sky Map, Articles and images